# Sabrosa

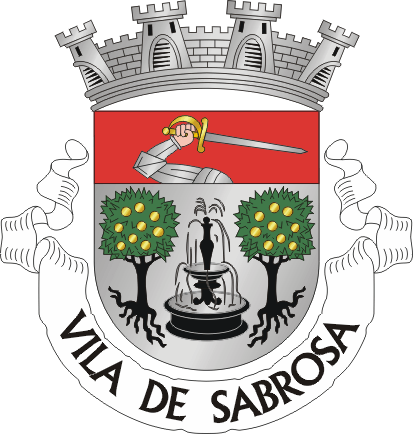
Sabrosas stadsvapen

Sabrosa, portugisiskt uttal: [sɐˈβɾɔzɐ],  är en småstad i Vila Real-distriktet i norra Portugal. Den fick stadsrättigheter 1936.
Sabrosa är indelat i tolv freguesias (kommundelar) och har en sammanlagd area av 156,9 km² och en befolkning på 6 835 invånare.

- Celeirós
- Covas do Douro
- Gouvinhas
- Paços
- Parada de Pinhão
- Provesende, Gouvães do Douro e São Cristóvão do Douro
- Sabrosa
- São Lourenço de Ribapinhão
- São Martinho de Antas e Paradela de Guiães
- Souto Maior
- Torre do Pinhão
- Vilarinho de São Romão

## Berömda personer födda i Sabrosa
- Sabrosa är födelseplatsen för upptäcktsresande Ferdinand Magellan som påbörjade den första världsomseglingen.